# Hoštice (kraj zliński)
Hoštice – gmina w Czechach, w powiecie Kromieryż, w kraju zlińskim. Według danych z dnia 1 stycznia 2012 liczyła 143 mieszkańców.
Zobacz też:
- Hoštice